# Microbrotula queenslandica
Microbrotula queenslandica is een straalvinnige vissensoort uit de familie van naaldvissen (Bythitidae). De wetenschappelijke naam van de soort is voor het eerst geldig gepubliceerd in 2005 door Anderson.